# 라모나 (텔레노벨라)
《라모나》(스페인어: Ramona)은 2000년 방영된 멕시코의 텔레노벨라이다.